# Plaza de toros de San Feliú de Guixols
La plaza de toros de San Feliu de Guíxols, también conocida con el nombre de España Brava, y ubicada en el municipio homónimo (Gerona), fue inaugurada en 1957 a causa del auge del turismo en la Costa Brava. 

## Estructura
Con un estilo arquitectónico propio de la época, se edificó el coso con materiales como el hormigón armado o ladrillo. Poseía numerosos dientes para bajar la cantidad de material necesario y abaratar así la obra.
El ruedo poseía un diámetro de 40 metros y tenía aforo para hasta 6000 localidades. Las obras duraron un total de 92 días.
Finalmente, habiendo toreado toreros como Joaquín Bernadó, Chamaco o Chicuelo, la plaza de toros, que en 1987 la había adquirido el Ayuntamiento, es derribada en la fecha del 25 de mayo de 1998.